# Petros Hanna Issa Al-Harboli
Petros Hanna Issa Al-Harboli (1 de julho de 1946 - 3 de novembro de 2010) foi a  um bispo da Igreja Católica Caldeia da Diocese de Zakho, no Iraque. Ordenado sacerdote em 1970, foi ordenado bispo em 2002.